# Fosfatase alcalina
As fosfatases alcalinas (ALPs) são um grupo de enzimas hidrolases, localizadas na camada externa da membrana celular, que possuem a função fisiológica de catalisar a desfosforilação de compostos, como os nucleotídeos, isto é, remover grupos fosfato de espécies bioquímicas. É um dímero de peso molecular de subunidades de 94 kDa, sendo estável ao calor e mais ativa em soluções alcalinas, possuindo atividade ótima em pH 8. Ela é encontrada em diversos organismos, procariontes e eucariontes, tendo a mesma função geral com isoformas adequadas ao ambiente em que funcionam e é produzida por diversos órgãos e/ou tecidos, como ossos, fígado e placenta.
A reação de desfosforilação catalisada pela ALP envolve a liberação de um grupo fosfato inorgânico (Pi), devido a hidrolise da água, e a formação de um álcool.
ROPO32- + HOH → HOPO32- + ROH  

## Estrutura e atividade[2][3][4][5][6]
Cada subunidade da fosfatase alcalina contém dois íons Zn2+ (separados por uma distância de 4 Å) e um íon Mg2+ localizado a 5-7 Å do sítio binuclear de zinco. Os dois íons zinco(II) formam o sítio catalítico e o papel do cátion magnésio(II) é, principalmente, estrutural, não estando relacionado à catálise. Ambos os íons Zn2+ são coordenados por resíduos de histidina (His) e aspartato (Asp), enquanto o Mg2+ está coordenado a águas e resíduos de aspartato (Asp), glutamato (Glu) e treonina (Thr). 
Um dos íons Zn2+ está próximo ao grupo hidroxila da serina (Ser), o que diminui o pKa da hidroxila e facilita sua reação nucleofílica com o éster de fosfato; e o segundo íon Zn2+ estabiliza a carga negativa gerada pelo grupo alcóxido liberado durante a reação catalítica dessa enzima. 
O fosfato intermediário pentacoordenado bipirâmide trigonal é estabilizado tanto pelo Zn2+ quanto por uma cadeia lateral vizinha carregada positivamente (um grupo guanidínio de arginina, Arg); e o éster de fosfato formado pela serina permanece ligado ao Zn2+. Vale salinetar, ainda, que o pKa do íon Zn(II) aquoso é 8,8 e, portanto, a coordenação de uma molécula H2O ao Zn(II) pode gerar um nucleófilo OH- capaz de deslocar o grupo fosforila do intermediário da fosfoserina, conectando, assim, os dois centros de Zn2+ através do fosfato inorgânico obtido como produto.

## Uso na pesquisa científica
A fosfatase alcalina tornou-se uma ferramenta muito útil nos laboratórios de Biologia Molecular. É empregada principalmente na remoção dos grupos fosfato das extremidades 5' das moléculas de DNA, impedindo a ligação dessa extremidade com outras moléculas de DNA. A fosfatase alcalina também é muito utilizada para marcação radioativa. A remoção desses fosfatos permite a sua substituição por grupos radioativos, possibilitando a identificação futura dessas moléculas.
Também é usada em ensaios de imunodetecção, onde a enzima é acoplada a um anticorpo específico.
Os cientistas estão, atualmente, explorando o aumento do fator de necrose tumoral-α e seu impacto direto na expressão da fosfatase alcalina em células musculares lisas vasculares. Estão investigando de que maneira a fosfatase alcalina (ALP) influencia as respostas inflamatórias, podendo desempenhar um papel fundamental na prevenção de danos aos órgãos. Além disso, buscam verificar qual impacto a ALP possui frente as respostas inflamatórias em indivíduos com doença renal crônica, se está diretamente ligada à presença de anemia, e avaliar a eficácia de inibidores da ALP e seu efeito na Permeabilidade Intestinal Aumentada (PIA) durante a inflamação intestinal aguda.

## Uso na indústria
Um uso comum da fosfatase alcalina na indústria é como marcador da pasteurização.

## Uso no diagnóstico
A hiperfosfatasemia (fosfatase alcalina total no sangue elevada) pode estar relacionada às seguintes condições patológicas:
- Colestase
- Hepatites virais
- Doença de Paget
- Tumores ósseos
- Hiperparatireoidismo
- Osteomalacia
- Raquitismo

As isoenzimas produzidas pelo fígado e pelo osso podem ser separadas por electroforese para melhor perceber o motivo de um valor elevado nas análises; contudo uma elevação simultânea da GGT (gamaglutamiltranspeptidase) sugere que é o fígado a causa da fosfatase alcalina elevada.
1. 1 2  Lowe, Dhruv; Sanvictores, Terrence; Zubair, Muhammad; John, Savio (2023). «Alkaline Phosphatase». Treasure Island (FL): StatPearls Publishing. PMID 29083622. Consultado em 17 de novembro de 2023
2. 1 2  Bertini, Ivano, ed. (2007). Biological inorganic chemistry: structure and reactivity. Sausalito, Calif: Univ. Science Books
3. 1 2  Berg, Jeremy M; Lippard, Stephen J (abril de 2004). «Bioinorganic chemistry». Current Opinion in Chemical Biology (2): 160–161. ISSN 1367-5931. doi:10.1016/j.cbpa.2004.02.014. Consultado em 17 de novembro de 2023
4. ↑  Kim, Eunice E.; Wyckoff, Harold W. (março de 1991). «Reaction mechanism of alkaline phosphatase based on crystal structures». Journal of Molecular Biology (em inglês) (2): 449–464. doi:10.1016/0022-2836(91)90724-K. Consultado em 17 de novembro de 2023
5. ↑  Crichton, Robert R. (2012). «Structural and Molecular Biology for Chemists». Elsevier: 35–68. Consultado em 17 de novembro de 2023
6. ↑  Fraústo da Silva, J J R; Williams, R J P (16 de agosto de 2001). The Biological Chemistry of the Elements. [S.l.]: Oxford University PressOxford
7. ↑  Maxam, Allan M.; Gilbert, Walter (1 de janeiro de 1980). «[57] Sequencing end-labeled DNA with base-specific chemical cleavages». Academic Press. Nucleic Acids Part I: 499–560. Consultado em 17 de novembro de 2023
8. ↑  Charnow, Jody A. (16 de abril de 2010). «Alkaline Phosphatase May Be a Marker of Inflammation in CKD Patients». Renal and Urology News (em inglês). Consultado em 17 de novembro de 2023
9. ↑  Maxam, Allan M.; Gilbert, Walter (1 de janeiro de 1980). «[57] Sequencing end-labeled DNA with base-specific chemical cleavages». Academic Press. Nucleic Acids Part I: 499–560. Consultado em 17 de novembro de 2023
10. ↑  Wang, Wei; Chen, Shan-Wen; Zhu, Jing; Zuo, Shuai; Ma, Yuan-Yuan; Chen, Zi-Yi; Zhang, Jun-Ling; Chen, Guo-Wei; Liu, Yu-Cun (1 de maio de 2015). «Intestinal Alkaline Phosphatase Inhibits the Translocation of Bacteria of Gut-Origin in Mice with Peritonitis: Mechanism of Action». PLoS ONE: e0124835. doi:10.1371/journal.pone.0124835. Consultado em 17 de novembro de 2023
11. ↑  Kay, H (junho de 1935). «SOME RESULTS OF THE APPLICATION OF A SIMPLE TEST FOR EFFICIENCY OF PASTEURISATION». The Lancet (em inglês) (5835): 1516–1518. doi:10.1016/S0140-6736(01)12532-8. Consultado em 17 de novembro de 2023
12. ↑  Hoy, W.A.; Neave, F.K. (setembro de 1937). «THE PHOSPHATASE TEST FOR EFFICIENT PASTEURISATION». The Lancet (em inglês) (5949): 595–598. doi:10.1016/S0140-6736(00)83378-4. Consultado em 17 de novembro de 2023